# Erythrina caffra
Erythrina caffra là một loài cây bản địa của đông nam châu Phi, chúng thường được trồng và du nhập đến Ấn Độ. Đây là cây biểu tượng của Los Angeles, California, Hoa Kỳ.

## Hình ảnh

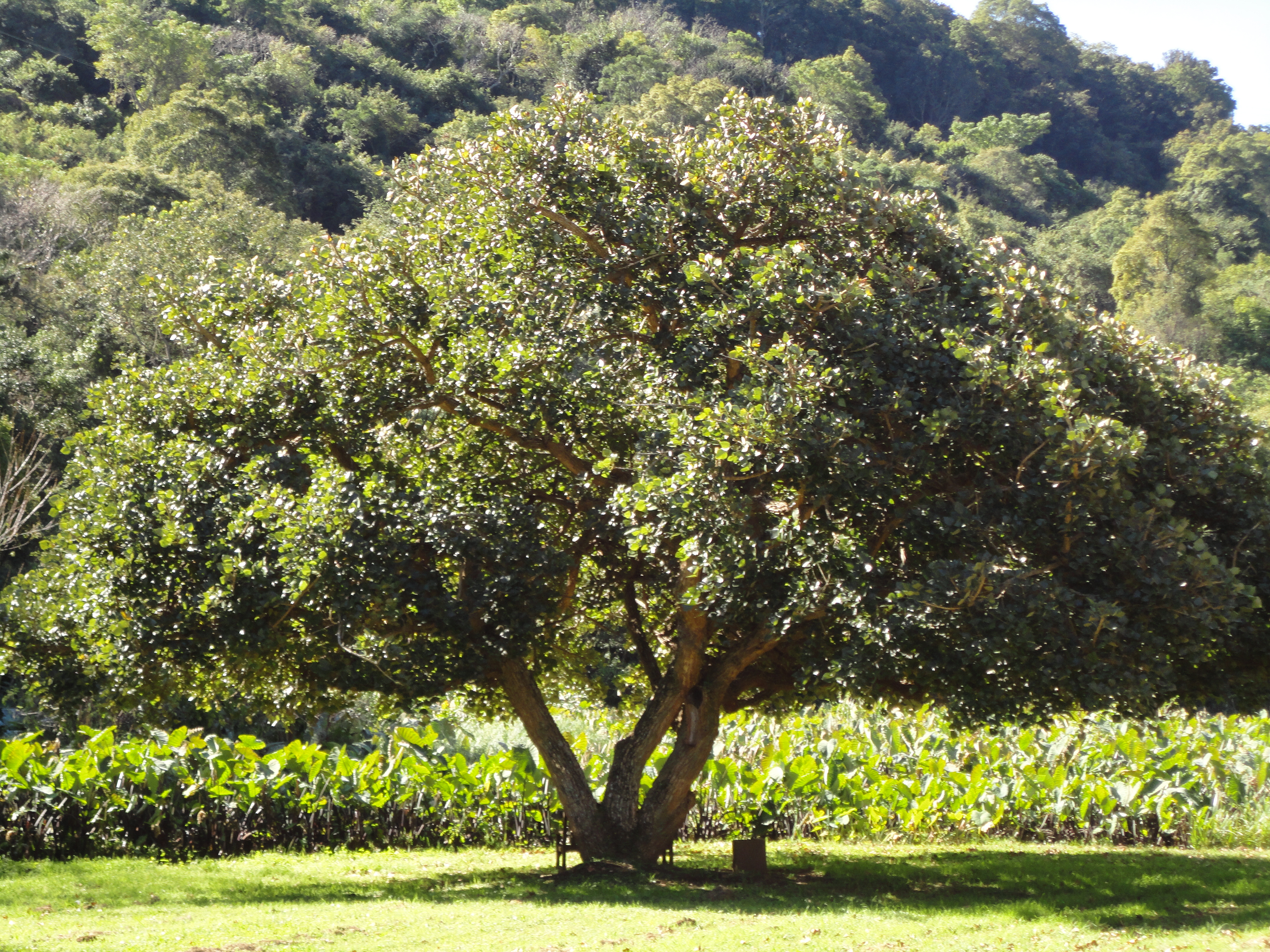
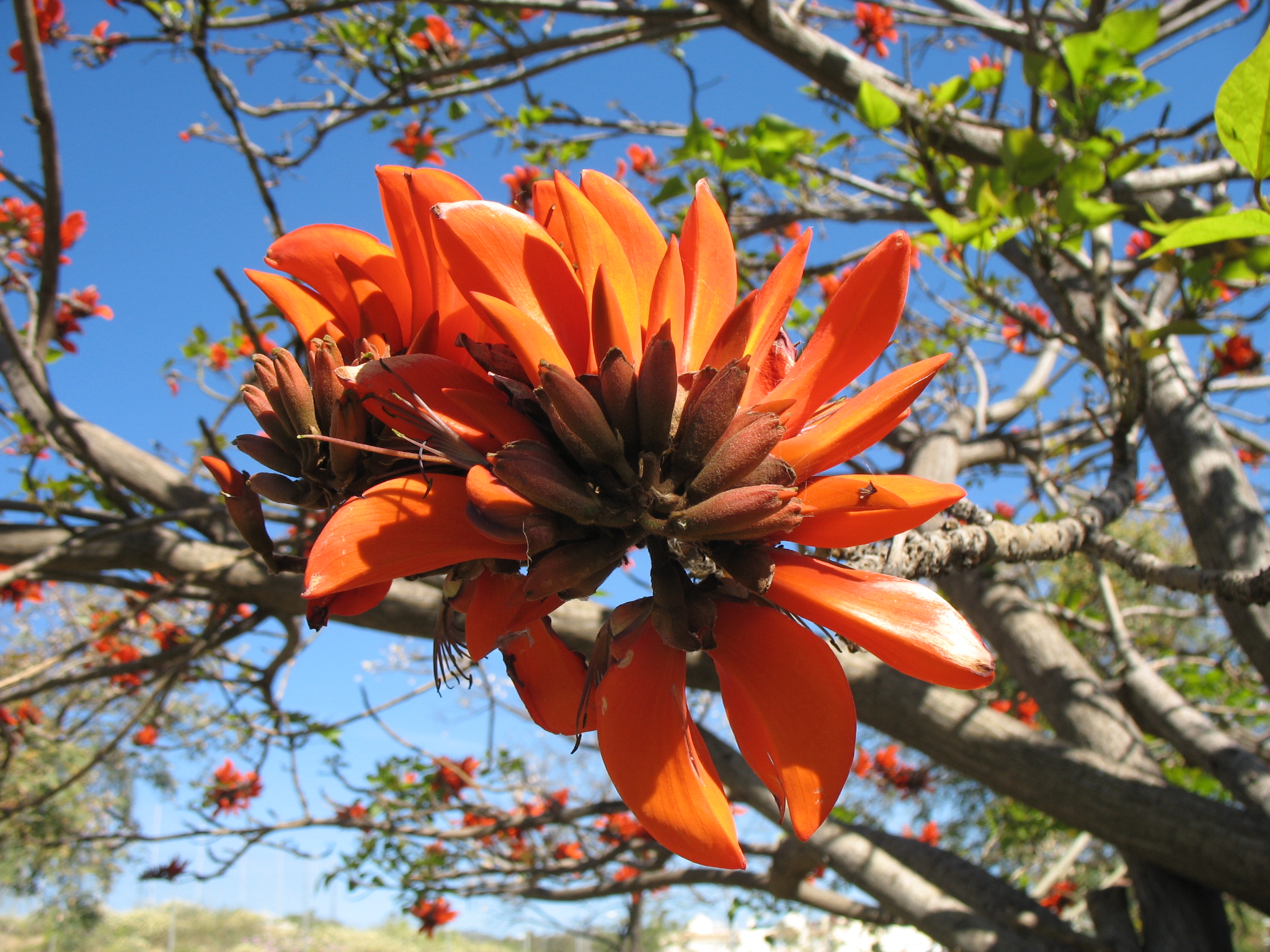
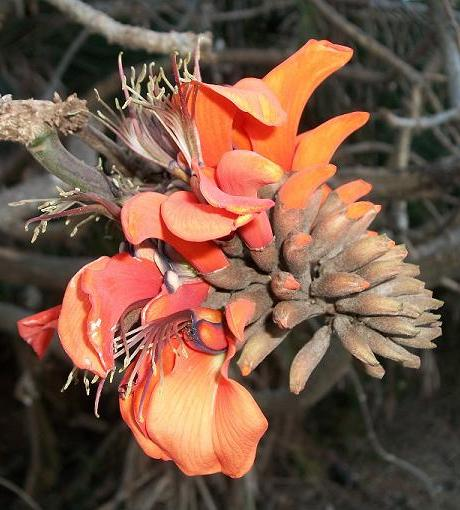